# Villa Engelmann
Pour les articles homonymes, voir Engelmann.
La Villa Engelmann est un parc et une villa situées à Trieste, en face de l'église Beata Vergine delle Grazie.

## Histoire
La villa et le parc adjacent ont été conçus à la demande de Francesco Ponti en 1840, et les travaux de construction ont duré trois ans. En 1888, il a été acheté par Frida Engelmann et en 1938, Guglielmo Engelmann en a hérité. Toute la zone a été ensuite cédée à la ville de Trieste par son fils Werner.